# Straight Outta Compton (album)
Straight Outta Compton – album rapowej grupy N.W.A. Został wydany w 1988 roku.
Album jest jednym z najważniejszych albumów w historii gangsta rapu. Członkowie N.W.A w kontrowersyjny sposób opisywali na nim cechy życia w Compton („Straight Outta Compton”), prześladowania czarnych w Ameryce („Express Yourself”) i nienawiść do policji która w Compton słynie z brutalnych metod działania („Fuck Tha Police”). Do tej pory krążek zdobył status podwójnej platynowej płyty.
Po wydaniu tej płyty N.W.A zyskało od FBI przydomek „Najniebezpieczniejszej Grupy Świata” (ang. „The World Most Dangerous Group”). MTV odmówiło puszczania teledysku do „Straight Outta Compton” z powodu agresywnego tekstu tego utworu. Dopiero teledysk do spokojnego utworu „Express Yourself” można było zobaczyć na antenie MTV. Płyta zdobyła bardzo przychylne recenzje. Niedługo po wydaniu albumu Ice Cube odszedł z grupy mówiąc, że Eazy-E nierówno dzieli pieniądze pomiędzy członków N.W.A
W 2020 album został sklasyfikowany na 70. miejscu listy 500 albumów wszech czasów magazynu Rolling Stone. Utwory „Straight Outta Compton” oraz „Fuck Tha Police” znalazły się kolejno na 248 i 170. miejscu 500 utworów wszech czasów.

## Lista utworów
Za produkcję wszystkich utworów odpowiadają Dr. Dre, DJ Yella oraz Arabian Prince.
| Nr  | Tytuł utworu                     | Autor tekstu                                     | Wykonawca                                        | Długość |
| --- | -------------------------------- | ------------------------------------------------ | ------------------------------------------------ | ------- |
| 1.  | „Straight Outta Compton”         | O’Shea Jackson · Lorenzo Patterson · Tracy Curry | Ice Cube · MC Ren · Eazy-E                       | 4:18    |
| 2.  | „Fuck tha Police”                | Jackson · Patterson · Curry                      | Ice Cube · MC Ren · Eazy-E                       | 5:45    |
| 3.  | „Gangsta Gangsta”                | Jackson · Patterson · Curry                      | Ice Cube · Eazy-E                                | 5:36    |
| 4.  | „If It Ain’t Ruff”               | Patterson                                        | MC Ren                                           | 3:34    |
| 5.  | „Parental Discretion Iz Advised” | Jackson · Patterson · Curry                      | Ice Cube · MC Ren · Eazy-E · Dr. Dre · The D.O.C | 5:15    |
| 6.  | „8 Ball (Remix)”                 | Jackson                                          | Eazy-E                                           | 4:52    |
| 7.  | „Something Like That”            | Patterson                                        | MC Ren · Dr. Dre                                 | 3:35    |
| 8.  | „Express Yourself”               | Jackson                                          | Dr. Dre                                          | 4:25    |
| 9.  | „Compton's N the House (Remix)”  | Patterson                                        | MC Ren · Dr. Dre                                 | 5:20    |
| 10. | „I Ain’t tha 1”                  | Jackson                                          | Ice Cube                                         | 4:54    |
| 11. | „Dopeman (Remix)”                | Jackson                                          | Ice Cube · Eazy-E                                | 5:20    |
| 12. | „Quiet On tha Set”               | Patterson                                        | MC Ren                                           | 3:59    |
| 13. | „Something 2 Dance 2”            | Kim Nazel                                        | Arabian Prince · Eazy-E · Dr. Dre · DJ Yella     | 3:23    |
|     |                                  |                                                  |                                                  | 1:00:16 |